# بوذا المبتسم
بوذا المبتسم (تسمية وزارة الشؤون الخارجية: تجربة بوكران الأولى) كان الاسم الرمزي المخصص لأول اختبار ناجح للقنبلة النووية في الهند في 18 مايو 1974. فُجّرت القنبلة في قاعدة أرض اختبار بوكران (بّي تي آر) العسكرية في راجستان من قِبل الجيش الهندي تحت إشراف العديد من جنرالات الهند الكبار.
كانت «تجربة بوكران الأولى» أول تجربة مؤكدة لأسلحة نووية أجرتها دولة ليست من الدول الخمس الدائمة العضوية في مجلس الأمن التابع للأمم المتحدة. وصفت وزارة الشؤون الخارجية الهندية، على الصعيد الرسمي، هذا الاختبار بأنه «تفجير نووي سلمي». أُجريت سلسلة من التجارب النووية عام 1998 تحت اسم «تجربة بوكران الثانية».

## التاريخ

### البدايات، منذ عام 1944 وحتى الستينيات من القرن العشرين
أطلقت الهند البرنامج النووي الخاص بها عام 1944 عندما أسس هومي جهانغير بهابها معهد تاته للبحوث الأساسية. لعب الفيزيائي راجا رامانا دورًا أساسيًا في أبحاث تكنولوجيا الأسلحة النووية؛ إذ وسّع البحث العلمي حول الأسلحة النووية وأشرف عليه وكان أول مسؤول توجيه لفريق صغير من العلماء الذين أشرفوا على الاختبار وأجروه.

أذِنَ رئيس الوزراء الهندي جواهر لال نهرو بتطوير برنامج نووي برئاسة هومي بهابها، وذلك بعد استقلال الهند عن الإمبراطورية البريطانية. ركز قانون الطاقة الذرية لعام 1948 على التنمية السلمية للطاقة النووية. شاركت الهند بقوة في تطوير معاهدة الحد من انتشار الأسلحة النووية، لكنها اختارت في النهاية عدم التوقيع عليها.
ينبغي علينا أن نطور هذه الطاقة الذرية لأغراض بعيدة كل البعد عن الحرب – في الواقع أعتقد أننا يجب أن نطورها لغرض استخدامها للأغراض السلمية. ... بالطبع، إذا اضطررنا باعتبارنا أمة لاستخدامها لأغراض أخرى، فربما لن تمنع أي مشاعر ورع أي أمة من استخدامها بتلك الطريقة.

- جواهر لال نهرو، أول رئيس وزراء للهند،

### تطوير الأسلحة، 1967-1972
كان بهابا في تلك الفترة يضغط بقوة من أجل تحقيق الوصول إلى الأسلحة النووية وألقى العديد من الخطب في الإذاعة الهندية. أخبر بهابها الجمهور الهندي، عام 1964، عبر الإذاعة الهندية أن «هذه الأسلحة النووية رخيصة بشكل ملحوظ» وأيد حججه بالإشارة إلى التكلفة الاقتصادية لبرنامج التجارب النووية الأمريكية (مشروع بلوشير). صرح بهابا للسياسيين أن جهاز 10 كيلوطن سيكلف نحو 350,000 دولار، و600,000 دولار لكل 2 طن متري. قدر بهابها من هذا أن «مخزونًا من نحو 50 قنبلة ذرية سيكلف أقل من 21 مليون دولار وأن مخزونًا من 50 قنبلة هيدروجينية بسعة 2 ميغاطن سيكلف نحو 31.5 مليون دولار». لكن لم يعلم بهابا أن أرقام تكلفة مشروع بلوشير الأمريكي قُدّمت عن طريق مجمع صناعي ضخم يكلف عشرات المليارات من الدولارات، والذي صنع بالفعل أسلحة نووية بكلفة عشرات الآلاف من الدولارات فقط. تكلف أنظمة صناعة الأسلحة النووية عادةً أكثر بأضعاف كثيرة من الأسلحة ذاتها.
تباطأ البرنامج النووي جزئيًا عندما أصبح لال بهادور شاستري رئيسًا للوزراء. واجه شاستري حربًا أخرى مع باكستان عام 1965. عيّن شاستري الفيزيائي  فيكرام سارابهاي  رئيسا للبرنامج النووي، لكن وجه سارابهاي البرنامج نحو الأغراض السلمية بدلًا من التطوير العسكري بسبب معتقداته الغانديّة.
في عام 1967، أصبحت إنديرا غاندي رئيسة للوزراء واستؤنف العمل على البرنامج النووي. لعب المهندس الكيميائي هومي سيثنا دورًا مهمًا في تطوير البلوتونيوم المستخدم في صناعة الأسلحة، بينما قام رامانا بتصميم وتصنيع الجهاز النووي بالكامل. لم يوظف أول مشروع قنبلة نووية في الهند أكثر من 75 عالمًا بسبب حساسيته. وُجه برنامج الأسلحة نحو إنتاج البلوتونيوم بدلًا من اليورانيوم.
بين عامي 1968 و1969، زار بّي. كاي. ينجار الاتحاد السوفيتي مع ثلاثة من زملائه وتجول في المرافق البحثية في دوبنا، روسيا. خلال زيارته، أعجب ينجار بالمفاعل النبضي السريع الذي يعمل بوقود البلوتونيوم. عند عودته إلى الهند، بدأ ينجار بتطوير مفاعلات البلوتونيوم التي وافقت عليها الحكومة الهندية في يناير 1969. عُرف معمل البلوتونيوم السري باسم بورنيما، وبدأت عملية البناء في مارس 1969. شملت قيادة المعمل إينجار ورامانا وهومي سيثنا وساراباي. أشار وجود ساراباي إلى أن العمل على الأسلحة النووية في ترومباي قد بدأ بالفعل، بموافقة رسمية أو بدونها.

### السرية والاستعدادات للاختبار، 1972-1974
استمرت الهند بإخفاء المشاعر المتناقضة بشأن الأسلحة النووية، وأعطت أولوية منخفضة لإنتاجها حتى الحرب الهندية الباكستانية عام 1971. أرسل ريتشارد نيكسون مجموعة قتالية حاملة بقيادة حاملة الطائرات الأمريكية يو إس إس إنتربرايز إلى خليج البنغال في ديسمبر 1971 في محاولة لتهديد الهند. رد الاتحاد السوفياتي بإرسال غواصة مسلحة بالصواريخ النووية من فلاديفوستوك لتعقب أثر مهمة القوة الأمريكية. أظهر الرد السوفيتي القيمة الرادعة وأهمية الأسلحة النووية وغواصات الصواريخ البالستية لإنديرا غاندي. اكتسبت الهند المبادرة العسكرية والسياسية بشأن باكستان بعد انضمامها إلى المعاهدة التي قسمت باكستان إلى كيانين سياسيين مختلفين.
سمحت أنديرا غاندي في 7 سبتمبر 1972، حين اقترابها من ذروة شعبيتها بعد الحرب، لمركز بهابها للأبحاث الذرية بتصنيع جهاز نووي وإعداده للاختبار. على الرغم من أن الجيش الهندي لم يشارك بشكل كامل في التجارب النووية، فقد أُبقيت القيادة العليا للجيش على علم تام باستعدادات الاختبار. وقد أُجريت الاستعدادات تحت أعين القيادة السياسية الهندية اليقظة، بوجود علماء مدنيين يساعدون الجيش الهندي.

### فرق التطوير والمواقع
كان راجا رامانا، مدير مركز بهابها للأبحاث الذرية، هو رئيس مشروع القنبلة النووية بالكامل.  ظل مندمجًا في البرنامج النووي بشكل أكبر في السنوات اللاحقة، إذ بقي رئيسًا للبرنامج النووي معظم فترة حياته. كان بادماندبها لينغار هو مصمم القنبلة وصانعها، والذي كان يحتل المرتبة الثانية في قيادة هذا المشروع. وقد ساعد لينغار في عمله أيضًا راجاغوبالا تشيادمبارا، كبير علماء المعادن، وناغاباتينام سامبسيفا فينكاتيسن من مختبر أبحاث المقذوفات الطرفية، الذي طور نظام الانفجار الداخلي عالي الانفجار وصنعه. طٌورت المواد المتفجرة ونظام التفجير من قِبل وامان داتاتريا باتواردهان من مختبر أبحاث المواد ذات الطاقة العالية.

## تصميم الأسلحة النووية

### المقطع العرضي
كان للجهاز المجمع بالكامل مقطع عرضي سداسي قطره 1.25 متر ووزنه 1400 كيلو غرام. رُكّب الجهاز على حامل معدني سداسي، ونُقل إلى المحور على القضبان التي احتفظ بها الجيش مغطاة بالرمال. فُجر الجهاز عندما ضغط الدكتور برانب ب. داستيدار على زر التفجير في الساعة 8.05 صباحًا؛ كان الجهاز على محور على بُعد أقل من 107 أمتار من أرض اختبار بوكران العسكرية في صحراء طهار (أو الصحراء الهندية الكبرى)، في راجستان.

### جدل حول العائد
لا يزال العائد النووي لهذا الاختبار مثيرًا للجدل، إذ خرج ببيانات غير واضحة قدمتها مصادر هندية، على الرغم أن السياسيين الهنود أعطوا الصحافة في البلاد نطاقًا للعائد يتراوح بين 2 كيلوطن إلى 20 كيلوطن. حُدد العائد الرسمي في البداية عند 12 كيلوطن. رفعته المطالبات بعد عملية شاكتي إلى 13 كيلوطن. تشير البيانات الزلزالية المستقلة من الخارج وتحليل خصائص الحفرة الناتجة إلى رقم أقل. يقدّر المحللون العائد عادةً عند 4 إلى 6 كيلو طن، باستخدام صيغ التحويل الزلزالية التقليدية «المقدار إلى العائد». اعترف كل من هومي سيثنا وبادماندبها لينغار أن العائد الرسمي مبالغ فيه.
صرح لينغار تصريحًا مختلفًا أن العائد كان 8-10 كيلو طن، وأن الجهاز كان مصممًا لإنتاج عائد 10 كيلوطن، وأن العائد 8 كيلو طن «كان تمامًا حسب التوقعات». على الرغم من أن قوانين التحجيم الزلزالي تؤدي إلى نطاق عائد تقديري يتراوح بين 3.2 كيلو طن و21 كيلو طن، يشير تحليل تأثيرات حفر الصخور الصلبة إلى نطاق ضيق يبلغ نحو 8 كيلو طن للعائد، والذي يعتبر ضمن نطاق عدم اليقين في تقدير عائد الزلازل.

## النتائج

### رد فعل محلي
اكتسبت رئيسة الوزراء الهندية إنديرا غاندي بالفعل شعبية كبيرة وشهرة بعد حملتها العسكرية الناجحة ضد باكستان في حرب 1971. تسبب الاختبار في إحياء فوري لشعبية إنديرا غاندي، التي كانت قد تراجعت بشكل كبير بعد ارتفاعها أعقاب حرب 1971. عُززت الشعبية العامة لحزب المؤتمر وصورته، وحظي حزب المؤتمر بترحيب كبير في البرلمان الهندي. كُرّم كل من هومي سيثنا، وهو مهندس كيميائي ورئيس هيئة الطاقة الذرية الهندية، وراجا رامانا، من مركز بهابها للأبحاث الذرية، وباسانتي ناغتشادهري، من منظمة أبحاث وتنمية الدفاع (دي آر دي أو) بجائزة بادما فيبهوشين، وهي ثاني أعلى جائزة مدنية في الهند، وذلك عام 1975. حصل خمسة أعضاء آخرين في المشروع على جائزة بادما شري، وهي رابع أعلى جائزة مدنية في الهند. أكدت الهند باستمرار أن تجربة القنبلة النووية هذه كانت سلمية وأنها لا تملك نوايا لعسكرة برنامجها النووي. بكل الأحوال، كان هذا الاختبار جزءًا من برنامج نووي هندي مستعجل، وفقًا لمراقبين مستقلين. أكد راجا رامانا، متحدثًا إلى وكالة «بريس ترست أو إنديا» عام 1997، ما يلي:
كان اختبار بوكران عبارة عن قنبلة، أستطيع أن أخبركم الآن ... الانفجار يبقى انفجارًا، والسلاح يبقى سلاحًا، سواء كنت تطلق النار على شخص ما أو تطلق النار على الأرض ... أريد فقط أن أوضح أن الاختبار لم يكن سلميًا بشكل كلي.

- راجا رامانا، في مقابلة مع وكالة «بريس ترست أوف إنديا» عام 1997

### ردود الفعل الدولية
واجهت الهند معارضة من العديد من الجهات، في حين واصلت التأكيد أن الاختبار كان للأغراض السلمية. تشكلت مجموعة الموردين النوويين (إن إس جي) كرد فعل على التجارب الهندية للتحقق من الانتشار النووي الدولي. قررت مجموعة الموردين النوويين عام 1992 استلزام ضمانات الوكالة الدولية للطاقة الذرية كاملة النطاق لأي صفقات جديدة للتصدير النووي، والتي رفضت فعليًا تصدير المواد النووية إلى الهند، لكنها في عام 2008 تخلت عن هذا التقييد على التجارة النووية مع الهند كجزء من الاتفاق النووي المدني بين الولايات المتحدة والهند.